# Canção de Baal
Canção de Baal é um filme brasileiro de 2008, escrito e dirigido por Helena Ignez, baseado na peça Baal, de Bertolt Brecht. Primeiro longa-metragem da diretora, foi exibido no Festival de Gramado de 2009.

## Elenco
- Carlos Careqa - Baal, Albert Einstein
- Simone Spoladore - Sofia Barger
- Felipe Kannenberg - Eckart
- Djin Sganzerla - Johanna Reiher
- Beth Goulart - Emilie Mech
- Wladimir Castro - Dr. Piller
- Celso Sim - Johannes Schmidt
- Martha Nowill - Luísa
- Maeve Jinkings - Hospedeira

- Michele Matalon
- Marcelo Lazzaratto
- Bayard Tonnelli
- Madalena Bernardes
- Dionísio Neto
- Marcelo Drummond
- Vera Barreto Leite
- Lú Brites
- Camila Mota
- Fransérgio Araújo[5]

## Sinopse
O poeta Baal  recusa a proposta de ser patrocinado por um mecenas e prefere viver como marginal, encantando a todos com suas palavras.